# Sorosphaera
Sorosphaera, en ocasiones erróneamente denominado Arsorophaerum y Sorophaera, es un género de foraminífero bentónico de la subfamilia Psammosphaerinae, de la familia Psammosphaeridae, de la superfamilia Psammosphaeridae, del Suborden Saccamminina y del orden Astrorhizida. Su especie tipo es Sorosphaera confusa. Su rango cronoestratigráfico abarca desde el Silúrico hasta la Actualidad.

## Discusión
Clasificaciones previas incluían Sorosphaera en la Superfamilia Astrorhizoidea, así como en el Suborden Textulariina y/o Orden Textulariida.

## Clasificación
Sorosphaera incluye a las siguientes especies:
- Sorosphaera adhaerens
- Sorosphaera bicella
- Sorosphaera bicelloidea
- Sorosphaera columbiense
- Sorosphaera compacta
- Sorosphaera confusa
- Sorosphaera cooperensis
- Sorosphaera depressa
- Sorosphaera edwigi
- Sorosphaera geometrica
- Sorosphaera inflata
- Sorosphaera irregularis
- Sorosphaera multicella
- Sorosphaera osgoodensis
- Sorosphaera papilli
- Sorosphaera perforata
- Sorosphaera scanlca
- Sorosphaera socialis
- Sorosphaera subconfusa
- Sorosphaera tricella
- Sorosphaera veronicae
- Sorosphaera wagensis